# Salonpas Cup
La Salonpas Cup è stata una manifestazione internazionale di pallavolo femminile per club e rappresentative nazionali organizzata dalla Confederação Brasileira de Voleibol che si è disputata con cadenza annuale in Brasile dal 2001 al 2008.
Il nome deriva dall'omonimo prodotto farmaceutico commercializzato dall'azienda giapponese Hisamitsu Pharmaceutical, sponsor della competizione.
Nel 2009, complice la crisi economica internazionale, la Hisamitsu Pharmaceutical ha comunicato che l'impossibilità di organizzare l'edizione di quell'anno e da allora la manifestazione non si è più tenuta.

## Edizioni
| Edizione      | Edizione                  |  | Podio          | Podio          | Podio                       |
| Anno          | Sede                      |  | Campione       | Seconda        | Terza                       |
| ------------- | ------------------------- |  | -------------- | -------------- | --------------------------- |
| 2001 Dettagli | Salvador                  |  | BCN            | Italia         | Hisamitsu Springs Attackers |
| 2002 Dettagli | Fortaleza                 |  | BCN            | Minas          | Rio de Janeiro              |
| 2003 Dettagli | João Pessoa Natal, Recife |  | Pinheiros      | Automóvel      | Boricuas Club Team          |
| 2004 Dettagli | San Paolo                 |  | Rio de Janeiro | Finasa         | Minas                       |
| 2005 Dettagli | San Paolo                 |  | Finasa         | Rio de Janeiro | All Stars Belgio            |
| 2006 Dettagli | San Paolo                 |  | Rio de Janeiro | Finasa         | Macaé                       |
| 2007 Dettagli | San Paolo                 |  | Rio de Janeiro | Finasa         | Minas                       |
| 2008 Dettagli | San Paolo                 |  | Finasa         | Rio de Janeiro | Pinheiros                   |